# 贝聚-圣埃卢瓦
贝聚-圣埃卢瓦（法語：Bézu-Saint-Éloi，法語發音：[bezy sɛ̃.t‿elwa]）是法国厄尔省的一个市镇，位于该省东北部，属于莱桑德利区。该市镇于1845年由原市镇贝聚勒隆（Bézu-le-Long）和圣埃卢瓦（Saint-Éloi）合并而成。

## 地理
贝聚-圣埃卢瓦（49°17'43"N, 1°42'3"E）面积11.42 平方千米，位于法国诺曼底大区厄尔省，该省份为法国北部内陆省份，北起滨海塞纳省，西接奧恩省和卡爾瓦多斯省，南至厄尔-卢瓦省，东临瓦兹省、瓦兹河谷省和伊夫林省。
与贝聚-圣埃卢瓦接壤的市镇（或旧市镇、城区）包括：贝尔努维尔、埃特雷帕尼、日索尔、厄迪库尔、诺夫勒圣马丹、圣但尼勒费尔芒。

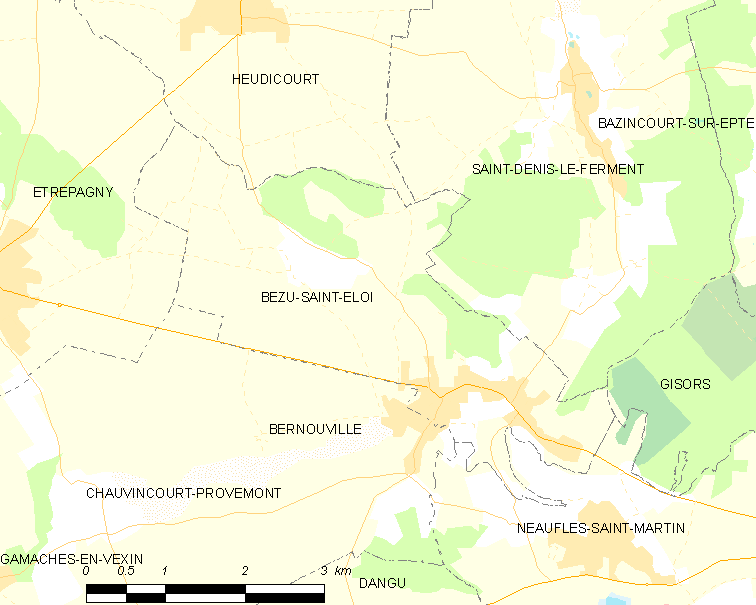
贝聚-圣埃卢瓦的OSM定位图

贝聚-圣埃卢瓦的时区为UTC+01:00、UTC+02:00（夏令时）。

## 行政
贝聚-圣埃卢瓦的邮政编码为27660，INSEE市镇编码为27067。

## 政治
贝聚-圣埃卢瓦所属的省级选区为日索尔县。

## 人口

1962-2008年间贝聚-圣埃卢瓦人口变化图示

贝聚-圣埃卢瓦于2022年1月1日时的人口数量为1616人。